# Pomacentrus bangladeshius
Pomacentrus bangladeshius — вид окунеподібних риб родини помацентрових (Pomacentridae). Описаний у 2020 році.

## Поширення
Вид поширений на півночі Індійського океану. Описаний з трьох зразків, що виявлені на рифі біля острова Сен-Мартін, що належить Бангладеш.

## Опис
Риба завдовжки 67–77 мм. Колір тіла від оливкового до темно-коричневого, темно-коричнева передщелепна луска та жовта райдужка із вузьким бронзовим очним кільцем.